# US Indoors 1974
Lo US Indoors 1974 è stato un torneo di tennis giocato sul sintetico indoor. È stata la 67ª edizione del torneo, che fa parte del Virginia Slims Circuit 1974. Si è giocato a New York negli USA dal 25 al 31 marzo 1974.

## Campionesse

### Singolare
Billie Jean King ha battuto in finale  Chris Evert con il punteggio di 6–3, 3–6, 6–2

### Doppio
- Doppio non disputato